# Spekulation (Philosophie)
Spekulation (von lateinisch speculari ‚beobachten‘) ist eine philosophische Denkweise zu Erkenntnissen zu gelangen, indem man über die herkömmliche empirische oder praktische Erfahrung hinausgeht und sich auf das Wesen der Dinge und ihre ersten Prinzipien richtet. Der griechische Begriff theoria (Betrachtung) wurde im Lateinischen durch speculatio übersetzt und bedeutete zugleich contemplatio.
Hans Reichenbach, der für eine „wissenschaftliche Philosophie“ eintritt, hält Spekulation für die Übergangszeit, in der Philosophen Fragen stellen, die sie mit vorhandenen logischen Mitteln noch nicht beantworten können. Auch in der Umgangssprache wird Spekulation einerseits in dem Sinne aufgefasst, dass Behauptungen gemacht werden, denen eine rationale Grundlage fehlt. Andererseits wird Spekulation in der Alltagssprache gebraucht, wenn es um Aussagen geht, die sich erst in der Zukunft als falsch oder richtig erweisen können. Karl Popper verteidigt spekulatives Denken als einen Weg, zu Theorien zu gelangen.  Damit sie als "wissenschaftlich" akzeptiert werden, müssen sie jedoch kritisch geprüft werden. Ähnlich gilt nach Paul Lazarsfeld für die empirische Sozialforschung: Statistische Resultate können nur erlangt werden als Antworten auf vorangegangene Spekulationen.

## Augustinus
Augustinus deutete in De Trinitate (XV, VIII 14, IX 15) den Begriff in bewusster Abgrenzung zur Tradition um: Unter Berufung auf 1. Kor. 13, 12 (Wir sehen jetzt durch einen Spiegel in rätselhafter Form, dann aber von Angesicht zu Angesicht) und 2. Kor. 3, 18 leitete er ihn von speculum (Spiegel) ab. In der Spekulation erblicke der Mensch die Wahrheit wie in einem dunklen Spiegel. Dieser Spiegel ist aufgrund des Sündenfalls verdunkelt, und der Mensch selbst stelle als geistiges Wesen und als Abbild Gottes den Spiegel dar, der durch gläubige Hinwendung zu Gott heller werden kann. Der Begriff wird hier mit Elementen der neuplatonischen Emanationslehre überformt.

## Scholastik
In der Scholastik wird die Spekulation als Erkenntnis der Dinge in Gott durch die Begriffe des Denkens zur Form des Erkennens schlechthin. Das menschliche, diskursive Denken kann auf höchste Begriffe (Transzendentalien) zurückgeführt werden, wodurch es Anteil am intuitiven göttlichen Denken erlangen kann. Daher spielt in der Scholastik das formale Verfahren (Syllogismus) eine große Rolle, durch das der Mensch das Wesen der Dinge zwar nicht unmittelbar, aber auf vermittelte Weise begreift.

## Ockham
In seiner Überwindung des Universalienstreits hat Wilhelm von Ockham dem scholastischen Verständnis der Spekulation die Basis entzogen. Er setzte an die Stelle der Vermittlung des Erkennens über die Teilhabe an der göttlichen Intuition das unmittelbare intuitive Erkennen der Einzeldinge, die zum sinnlichen Wahrnehmen parallel verläuft. Damit bereitete Ockham den neuzeitlichen Empirismus vor, welcher der Spekulation entgegentritt.

## Kant
Kant steht in der Tradition der empiristischen Sichtweise. Bei ihm wird unter spekulativer Vernunft eine Art transzendenter Gebrauch der Vernunft im Gegensatz zum immanenten Naturgebrauch verstanden. Diese Spekulation kann nach Kant keine empirischen Erkenntnisse schaffen, was nur die immanente Vernunft kann.

„Eine theoretische Erkenntniß ist speculativ, wenn sie auf einen Gegenstand oder solche Begriffe von einem Gegenstande geht, wozu man in keiner Erfahrung gelangen kann. Sie wird der Naturerkenntniß entgegengesetzt, welche auf keine andere Gegenstände oder Prädicate derselben geht, als die in einer möglichen Erfahrung gegeben werden können. […] Wenn man nun vom Dasein der Dinge in der Welt auf ihre Ursache schließt, so gehört dieses nicht zum natürlichen, sondern zum speculativen Vernunftgebrauch:“

Im spekulativen Gebrauch der Vernunft setzt sich der Mensch mit den Fragen auseinander, die er nur begrifflich a priori erfassen kann. Dies sind insbesondere die Fragen nach Gott, der Freiheit und der Unsterblichkeit der Seele, die Kant als regulative Ideen bezeichnete. Es gehört zum Wesen der Vernunft, die danach strebt die Welt als Ganzes zu verstehen, dass der Mensch diese Fragen nicht abweisen kann, obwohl ihm klar ist, dass es hierfür keine empirische Erklärung gibt. Der Mensch kommt ohne eine Spekulation über die Welt als Ganzes nicht aus. Er muss sich dessen nur bewusst sein.

## Hegel
Im Deutschen Idealismus begann eine Rehabilitation des Spekulationsbegriffs.
Für Hegel ist die Spekulation das spezifische Moment der Philosophie, die sich dem „begreifenden Erkennen verpflichtet weiß.“ Spekulation ist für Hegel stets dadurch definiert, dass sie die Ganzheit, als welche die Individuen kraft ihrer Vernunft ihr alltägliches Leben und Denken zu einem jeweiligen Welt- und Selbstverständnis ausbilden, auch in dieser Totalität zu erfassen vermag und als selbstbestimmte Einheit zu Bewusstsein bringt. Als Gegenbegriff philosophischen Vorgehens gilt ihm die "isolierte Reflexion".
Das räsonierende Denken Kants bleibe noch ganz in der Subjekt-Objekt-Spaltung verhaftet. Es stelle sich auf den Standpunkt des Subjekts und erkläre diesen für absolut. Hegel bezeichnet Kants und Fichtes Positionen als "subjektiven Idealismus", der die Idealität des Endlichen verfehle, weil er sich selbst an einer endlichen Entgegensetzung festhält. Mit der Idealität des Endlichen spielt Hegel erstens darauf an, dass sie nicht selbstständig, also durch Anderes gesetzt ist und dadurch nur ein Moment des Unendlichen darstellt. Zweitens ist für ihn das Ideelle das Konkrete oder "Wahrhaftseiende". In diesem sind die Dinge nur Momente.
Für Hegel ist ein Satz in der Form eines gewöhnlichen Urteils nicht geeignet, spekulative Wahrheiten auszudrücken. Dort wird die Identität von Subjekt und Prädikat festgehalten und davon abstrahiert, dass sie noch mehrere Bestimmtheiten haben. Somit macht auch das Nichtidentische ein wesentliches Moment ihrer Beziehung zueinander aus. Im spekulativen Satz wird die Identität der Beziehung von Subjekt und Prädikat behauptet und zugleich ihr Unterschied zueinander festgehalten. Spekulatives Philosophieren gelingt nur demjenigen, der zu einer Betrachtung der Kategorien und des Begriffs in ihrer Selbstbewegung fähig ist. In diesem Denken werden alle Momente idealisiert und in die Einheit zurückgeführt.

„Spekulative Philosophie ist das Bewusstsein der Idee, so daß alles als Idee aufgefasst wird; die Idee aber ist das Wahre im Gedanken, nicht als bloße Anschauung oder Vorstellung. Das Wahre in Gedanken ist näher dieses, daß es konkret sei, in sich entzweit gesetzt, und zwar so, daß die zwei Seiten des Entzweiten entgegengesetzte Denkbestimmungen sind, als deren Einheit die Idee gefasst werden muss. Spekulativ denken heißt, ein Wirkliches auflösen und dieses in sich so entgegensetzen, daß die Unterschiede nach Denkbestimmungen entgegengesetzt sind und der Gegenstand als Einheit beider aufgefasst wird.“

## Feuerbach
Für Ludwig Feuerbach war der Begriff der spekulativen Philosophie ein Synonym für die Philosophie Hegels, eines geschlossenen Systems, in die Vorstellung eines ungegenständlichen, jenseitigen (transzendenten) Gottes rational und theoretisch aufgelöst wird. Während der Theist Gott als außerhalb der Vernunft vorstellt, verliert Gott in der spekulativen Philosophie seinen objektiven Charakter und wird zur denkenden Vernunft selbst.
„Das Wesen der spekulativen Philosophie ist nichts anderes als das rationalisierte, realisierte, vergegenwärtigte Wesen Gottes. Die spekulative Philosophie ist die wahre, die konsequente, die vernünftige Theologie.“
Von dieser Spekulation wollte Feuerbach sich lösen. Gegenstand seiner Kritik ist der absolute Idealismus Hegels als konsequente Fortsetzung des subjektiven Idealismus Fichtes und der Philosophie Kants. Hiergegen setzte er den Materialismus und den anthropologischen Zugang zum Menschen. Gott ist ihm keine übergeordnete Instanz, sondern Produkt des menschlichen Denkens.
„Die Dinge dürfen nicht anders gedacht werden, als wie sie in der Wirklichkeit vorkommen. Was in der Wirklichkeit getrennt ist, soll auch im Gedanken nicht identisch sein. Die Ausnahme des Denkens, der Idee – der Intellektualwelt bei den Neuplatonikern – von den Gesetzen der Wirklichkeit ist das Privilegium theologischer Willkür. Die Gesetze der Wirklichkeit sind auch Gesetze des Denkens.“

## Peirce
Charles Sanders Peirce unterteilte seine Semiotik in spekulative Grammatik, logische Kritik und spekulative Rhetorik. Das Wort „spekulativ“ war dabei für ihn gleichbedeutend mit „theoretisch“.
- In der spekulativen Grammatik erfolgt die Untersuchung der möglichen Arten von Zeichen und ihrer Kombinationsmöglichkeiten.
- Logische Kritik hat die Frage richtiger Begründung zum Gegenstand.
- Spekulative Rhetorik ist die Untersuchung über die effektive Anwendung von Zeichen (die Frage der Wirtschaftlichkeit der Forschung).

## Whitehead
Die organische Philosophie Alfred North Whiteheads wird von ihm selbst als spekulativ bezeichnet.
„Die spekulative Vernunft ist ihrem Wesen nach von methodischen Einschränkungen frei. Ihre Funktion besteht darin, über die eingeschränkten Gründe hinaus zu den allgemeinen Gründen vorzudringen und die Gesamtheit aller Methoden als durch die Natur der Dinge koordiniert zu verstehen - eine Natur der Dinge, die nur durch das Überschreiten aller methodischen Schranken begriffen werden kann. Die beschränkte Intelligenz des Menschen reicht nie aus, um dieses unendliche Ideal jemals wirklich zu erreichen.“
Spekulation ist eine Methode, um im Denken Fortschritte zu erzielen.
„Es gehört zum Wesen der Spekulation, daß sie über die unmittelbar gegebenen Tatsachen hinausgeht. Ihre Aufgabe ist es, das Denken schöpferisch in die Zukunft wirken zu lassen; und sie erfüllt diese Aufgabe, durch das Erschauen von Ideen, die das Beobachtbare umfassen.“
Die Bindung der Spekulation an das Beobachtbare ist für Whitehead eine grundlegende Forderung. „Der Vorrang des Faktischen vor dem Denken bedeutet, daß es selbst in den kühnsten Aufschwüngen des spekulativen Denkens noch ein gewisses Maß von Wahrheit geben sollte.“ In seinem metaphysischen Hauptwerk Prozess und Realität betont er deshalb, dass die spekulative Philosophie an die Erkenntnisse der Naturwissenschaften gebunden ist. Sie muss sowohl kohärent (in sich geschlossen) als auch adäquat (anwendbar) sein. „Alles, was man in der ‚Praxis’ vorfindet, muß innerhalb der Reichweite der metaphysischen Beschreibung liegen.“ Vor diesem Hintergrund ist es Aufgabe der Metaphysik, ein spekulatives ganzheitliches Weltbild zu erzeugen, das sich aus dem Ansatz einer einzelnen Naturwissenschaft nicht ergeben kann. Whiteheads spekulative Hypothese ist es, die ganze Welt als einen Prozess zu betrachten, der in einem Netz von Relationen wie in einem Organismus dynamisch verläuft.